# Himmel (Gainfarn)
Der Himmel bei Großau/Gainfarn im südlichen Wienerwald ist eine sanft geneigte, etwa 2 km² große Wald- und Wiesenfläche im hinteren Tal des Rohr- bzw. Aubaches, der südlich von Bad Vöslau in die Triesting fließt.
Die Flur (wohl ein Himmel-Flurname ‚gewölbte, offene Flur‘) ist eine weite, nach Süden und Osten geöffnete Mulde in einer Seehöhe von 450 bis 500 Meter. Sie hat ihren Namen nach ihrem milden Klima und der dort herrschenden Stille und wird nur von einem modernen Forstweg (von Großau aus) und einen Wanderweg (von Pottenstein) erschlossen. Wegen des dunklen Sternhimmels trotz der Nähe zu Wien wurde sie als Ausgangspunkt astrogeodätischer Messungen des Testnetzes Wien gewählt, denn die nächste Stadt, Baden bei Wien, ist fast 15 km entfernt.
Auch die benachbarten Fluren und Hügel haben ungewöhnliche Namen: Wolfsgeist und Wolfsgeistberg, Gibisbühel, Herrgottskreuz, Totenkopf, Uhrhauswald und Schöpfeben. Das einzige, was die Idylle stört, ist die Stromleitung von Wien-Auhof nach Süden, die in den 1960ern gegen einige Widerstände errichtet wurde.
Der Himmel eignet sich auch als Ausgangspunkt naturnaher Wanderungen: er liegt am Fuße des Hohen Lindkogels (834 m), der markante Peilstein (seine Westwand ist ein Klettergarten) und der Ort Schwarzensee sind nur drei bis vier Kilometer entfernt.
Koordinaten: 47° 59′ 50″ N, 16° 5′ 42″ O